# Státní zkouška z psaní na klávesnici
Státní zkouška z psaní na klávesnici garantuje u úspěšného absolventa určitou úroveň schopnosti psaní textu na klávesnici počítače nebo psacího stroje a dalších schopností, jež jsou součástí příslušné státní zkoušky.
V České republice bylo možné složit dvě státní zkoušky z psaní na klávesnici – státní zkoušku ze zpracování textu na počítači a státní zkoušku z kancelářského psaní na klávesnici. V současné době platná právní úprava neumožňuje složení uvedených státních zkoušek. 

## Státní zkouška ze zpracování textu na počítači
Tato zkouška je koncipována tak, aby uchazeč osvědčil schopnost efektivně využívat výpočetní techniku v kancelářské praxi. Musí prokázat, že je schopen provádět základní operace v textovém procesoru, správně interpretovat korekturní znaménka včetně provedení oprav, orientovat se v gramatice spisovné češtiny a psát rychlostí alespoň 6 000 čistých úhozů za 30 minut při penalizaci 50 úhozů za každou chybu. To předpokládá umět psát na klávesnici deseti prsty hmatovou metodou.
Zkoušku tvoří opis a korektura pětistránkového textu (10 000 úhozů) v programu Microsoft Word. Text uvedený na první straně se neopisuje, ale podle předlohy se přímo na obrazovce provádí jeho korektura (24 korektur). Druhá strana, která se již opisuje, obsahuje dalších 36 korektur. Opis předlohy s doplněním dvanácti běžných pravopisných prvků (doplnění i/y nebo s/z apod.) se provádí na třetí straně. Text uvedený na posledních dvou stranách se pouze opisuje do doby ukončení státní zkoušky (stanoveného limitu pro zkoušku). Na celou zkoušku je stanoven limit 30 minut.
Za každou chybu (překlep, chybně provedená nebo vynechaná korektura, gramatická chyba atd.) se z 10 000 bodů strhává 50 bodů. Pro úspěšné složení zkoušky musí být dosaženo minimálně 6 000 bodů (dobrý). Sedm tisíc dosažených bodů je klasifikováno jako „velmi dobrý“ a 8 000 a více bodů jako „výborný“. K úspěšnému složení zkoušky je v průměru třeba umět přibližně 40 korektur za 10 minut a mít rychlost psaní kolem 240 čistých úhozů za minutu. 

## Státní zkouška z kancelářského psaní na klávesnici
Pro státní zkoušku z kancelářského psaní na klávesnici je nezbytná znalost úprav základních druhů dokumentů z oblasti obchodní korespondence v normalizované úpravě podle ČSN 01 6910:2007 a schopnost psát na klávesnici desetiprstovou hmatovou metodou. Tato státní zkouška má tři úrovně. Je možné ji složit u Národního ústavu odborného vzdělávání v Praze (http://www.nuv.cz/).
Základní státní zkoušku z kancelářského psaní na klávesnici tvoří desetiminutový opis předloženého textu a vypracování dvou různých obchodních dokumentů (obchodní dopis a tabulka).
Korespondenční část trvá 90 minut. Hodnotí se práce odevzdaná na papíře. Každý dokument se hodnotí ve vztahu k stanovené formální úpravě, stylistice a pravopisu a k počtu překlepů. Za každou hrubou pravopisnou chybu se snižuje známka o jeden stupeň.
Při opisu textu musí být dosaženo minimálně 200 (trojka), 220 (dvojka) či 240 (jednička) čistých úhozů za minutu při přesnosti do 0,15 % (výborný), do 0,30 % (velmi dobrý), do 0,50 % chyb (dobrý). Je-li chybovost větší než 0,50 % (přesnost menší než 99,50 %), kandidát neprospěl. Za chybu se odečítá 10 úhozů.
Dalším stupněm je státní zkouška z kancelářského psaní na klávesnici zvýšenou rychlostí. Při ní musí být dosaženo minimálně 300 čistých úhozů za minutu ve dvou desetiminutových opisech různých textů při chybovosti do 0,50 %.
Při mistrovské zkoušce z psaní na klávesnici, která je nejvyšším stupněm státní zkoušky z kancelářského psaní na klávesnici, musí být dosaženo minimálně 400 čistých úhozů za minutu ve dvou dvacetiminutových opisech různých textů při chybovosti do 0,50 %.
Pravidla stanovená pro tuto státní zkoušku ji dovolují vykonat na psacím stroji nebo na počítači. Lze ji složit i v jiném než českém jazyce.